# Neochrostis
Neochrostis là một chi bướm đêm thuộc họ Noctuidae.